# Europska udruga za biomasu
Europska udruga za biomasu poznata kao AEBIOM je neprofitna, međunarodna organizacija osnovana pod vodstvom francuskog senatora Michela Soupleta 1990. godine sa sjedištem u Bruxellesu. Udruga čiji je trenutni predsjednik Didzis Palejs okuplja oko 40 udruga i 90 tvrtki, kao akademske i istraživačke institute iz cijele Europe. Cilj udruge je promovirati proizvodnju energije iz biomase u svim svojim oblicima. Udruga surađuje s European Pellet Council (EPC) te International Biomass Torrefaction Council (IBTC). Te suradnje stvorene su zahvaljujući unutarnjoj dinamici njihovih članova. Danas ove dvije suradnje okupljaju stručnjake za energiju dobivenu iz biomase i predstavnike tvrtki iz cijele Europe te su bitan dio unutarnje organizacije Europske udruge za biomasu. Udruga upravlja i s dva međunarodna certifikata za drvna goriva. ENplus® certificira kvalitetu peleta i GoodChips® koji ima za cilj jamčiti drvnu sječku i kvalitetu goriva.
| Ime          | Europska udruga za biomasu   |
| Tip          | Međunarodna organizacija     |
| Akronim      | AEBIOM                       |
| Osnovana     | 1990. godine                 |
| Sjedište     | Bruxelles, Belgija           |
| Status       | Aktivan                      |
| Predsjednik  | Didzis Palejs                |
| Članstvo     | 40 udruga i 90 tvrtki        |
| Web-stranica | https://bioenergyeurope.org/ |

## Vladavina
Sve aktivnosti udruge upravlja Glavna skupština (General Assembly), Upravni odbor (Board of Directors) i Osnovna grupa (Core Group). Svako tijelo ima određenu ulogu i određene zadatke kojima se bave te zajedničkim radom doprinose uspjehu te ugledu udruge.

### Glavna skupština
Glavnu skupštinu čine svi članovi i imaju sljedeće dužnosti:
1. pregledati i odobriti godišnje izvješće koje daje Upravni odbor
2. pregledati i odobriti račune, bilance i proračun
3. izabrati jednog ili više revizora od članova koji izvješćuje Generalnoj skupštini o financijskoj odgovornosti u proteklom razdoblju
4. odrediti članarinu na prijedlog Upravnog odbora
5. odobriti i komentirati aktivnosti Upravnog odbora i odlučiti o bilo kojoj aktivnosti Europske udruge za biomasu
6. izabrati predsjednika među svim članovima
7. izabrati do 17 dodatnih članova za Upravni odbor za mandat od 2 godine
8. odlučiti o izmjenama statuta

### Upravni odbor
Upravni odbor ima najviše 18 osoba i ima sljedeće dužnosti:
1. izabrati potpredsjednika među svojim članovima
2. izabrati Osnovnu grupu
3. pripremiti odluke Glavne skupštine na temelju savjeta Osnovne grupe
4. odobriti nove članove

### Osnovna grupa
Osnovna grupa se sastoji od najviše 5 osoba, uključujući predsjednika / potpredsjednika Europske udruge za biomasu i ima sljedeće funkcije:
1. pripremiti odluke Upravnog odbora
2. svakodnevno raspravljati o strateškim potezima udruge

## Politika

### Emisije u zraku
U okviru programa Clean Air (2013), Europska komisija je uspostavila niz mjera za poboljšanje kvalitete zraka u EU. Neke mjere treba poduzeti na nacionalnoj razini, a neke mjere se poduzimaju na razini EU. Da bi se poboljšala kakvoća zraka u EU, važno je da države članice u potpunosti provode skup postojećih zakona. Bioenergetska industrija predana je pružanju i korištenju učinkovitih tehnologija koje u velikoj mjeri udovoljavaju zahtjevima za emisijama. Zemlje članice trebalo bi se poticati da zamijene stara i neučinkovita postrojenja modernim, visoko učinkovitim postrojenjima.

### Održivost
Europska udruga biomase smatra da je održivost glavni čimbenik u razvoju bioenergetskog sektora u Europi. Zato ova udruga zagovara uspostavu usklađene EU politike održivosti čvrste biomase za grijanje i hlađenje te proizvodnju električne energije. U kontekstu gdje je energija dobivena iz biomase ključna tehnologija u EU portfelju obnovljivih izvora energije, usklađena pravila o održivosti će osigurati da se ta očekivana povećanja i dalje održe unutar održivog okvira.
Energija dobivena iz biomase predstavlja više od polovice potrošnje energije dobivene iz obnovljivih izvora energije u Europi. Očekuje se da taj udio bude održan u 2020. godini i kasnije. Iako se svi obnovljivi izvori energije moraju baviti pitanjima okoliša, održivost je specifična za sektor biomase zbog sirovine koja se koristi za gorivo. Budući da se očekuje da će uporaba energije dobivene iz biomase nastaviti rasti u EU, ključno je osigurati održivu isporuku biomase.

## Biomasa

### Grijanje
Gledajući u detalje topline dobivene iz biomase koja se koristi za grijanje stambeni sektor vodi s oko 51% potrošnje. Sektor industrijske topline dobivene iz biomase slijedi na ljestvici s udjelom od 26%, dok je taj udio za toplane 15%. Potrošnja topline dobivene iz biomase u sektoru industrije ima veliku važnost u zemljama poput Belgije, Finske, Irske, Portugala, Švedske i Slovačke. Zemlje s najvećim udjelom potrošnje topline dobivene iz biomase putem daljinskog grijanja (toplana) su Danska, Litva i Švedska s više od 30%, dok se ova vrsta grijanja rijetko koristi u Irskoj te mediteranskim zemljama kao što su Španjolska, Grčka i Portugal. Uslužni sektor (škole, bolnice i hoteli) također imaju veliki potencijal za korištenje topline dobivene iz biomase čiji je trenutni udio 5%. Korištenje topline dobivene iz biomase u uslužnom sektoru prilično je ograničeno u većini zemalja. Samo Njemačka, Cipar i Malta imaju više od 20% udjela. 
Toplina dobivena iz biomase predstavlja oko ¾ ukupne potrošnje energije dobivene iz biomase. Njemačka je vodeća zemlja u korištenju topline dobivene iz biomase s udjelom od 15%, a slijede je Francuska s 12% te Švedska s 10%.
Prvi izvor goriva koji se koristi za dobivanje topline iz biomase je čvrsta biomasa (većinom drvena biomasa) s udjelom od 91%. Zbog ekoloških i gospodarskih razloga drvena biomasa uglavnom potječe od nusproizvoda u gospodarenju šumama te drvne industrije kao što su pilane. Preostalih 9% potječe iz komunalnog otpada i proizvodnje bioplina.
| Stambeni sektor     | 51% |
| Industrijski sektor | 26% |
| Toplane             | 15% |
| Uslužni sektor      | 5%  |
| Ostalo              | 3%  |

### Transport
U EU energija dobivena iz biomase iznosi 6% ukupne potrošnje energije u transportu, dok je još 1% došao iz ostalih obnovljivih izvora energije u 2015. godini. Kod transporta neobnovljivi izvori energije su još uvijek dominantni s udjelom od 93%. U usporedbi s 2014. godinom kad su u transportu neobnovljivi izvori energije iznosili 94% bilježi se blagi pad korištenja neobnovljivih izvora energije u transportu. U 2015. godini udio korištenja različite vrste biogoriva u transportu je bio sljedeći: 80,13% biodizela, 18,93% biobenzina, 0.9% bioplina te 0,04% ostalih tekućih biogoriva.
| Biodizel                | 80,13% |
| Biobenzin               | 18,93% |
| Bioplin                 | 0,9%   |
| Ostala tekuća biogoriva | 0,04%  |

### Električna energija
Udio obnovljivih izvora energije u električnom sektoru raste. Električna energija je sektor u kojem su obnovljivi izvori ostvarili najveći porast u posljednjem desetljeću. U 2004. godini udio električne energije dobivene iz biomase iznosio je 14,3%, dok je taj udio u 2015. godini iznosio 28,8%. Obnovljivi izvori električne energije poput vjetra, sunca i hidroenergije dovode do rasta u sektoru energetike, ali zbog svoje promjenjive prirode zahtijevaju fleksibilnu proizvodnju električne energije kako bi ih nadopunili. Većina energije dobivene iz biomase, 57,7% proizvodi se u elektranama u kojima se istovremeno proizvodi električna energija te toplina (kogeneracija). Ovo je slučaj za 22 od 28 zemalja članica EU. Samo Belgija, Italija, Mađarska, Španjolska, Irska i Velika Britanija imaju više od 50% električne energije dobivene iz biomase u elektranama koje proizvode samo električnu energiju. Dok se u Njemačkoj i Italiji najveći dio električne energije dobivene iz biomase proizvodi u velikom broju malih i srednje velikih elektrana, Velika Britanija pokazuje alternativni model s ograničenim brojem velikih postrojenja koja koriste drvenu biomasu. Kod proizvodnje električne energije troše se kruta goriva koja čine više od polovice goriva, biomase uglavnom u obliku drvne sječke i peleta. U usporedbi s proizvodnjom topline, bioplin igra važnu ulogu u proizvodnji električne energije s više od trećine goriva u tu svrhu. Samo Njemačka predstavlja više od polovice ukupne potrošnje bioplina u EU za proizvodnju električne energije.
| Čvrsta biomasa   | 51% |
| Bioplin          | 34% |
| Komunalni otpad  | 12% |
| Tekuća biogoriva | 3%  |